# Niclas Gerhaert van Leyden

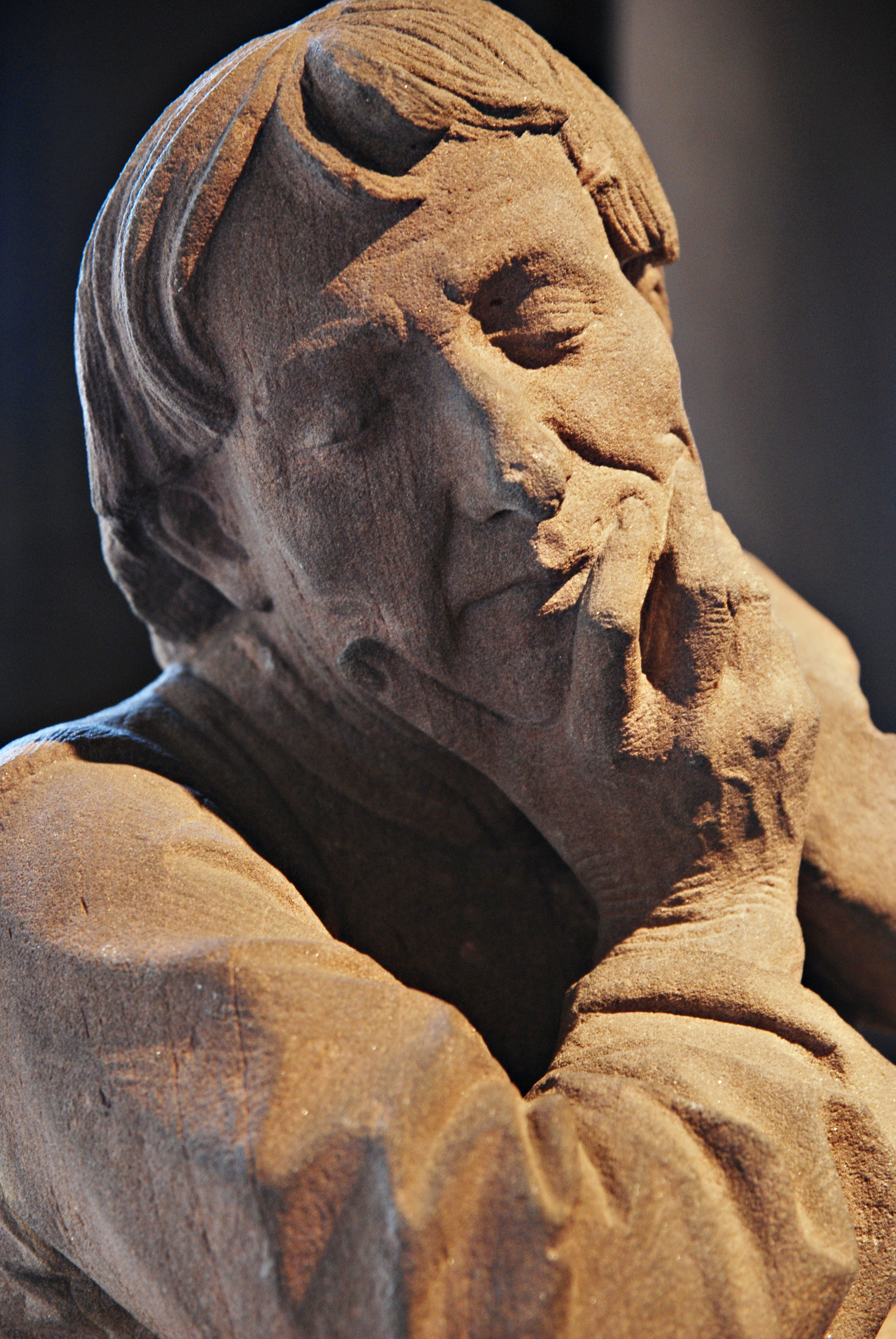
Meditierender Mann, möglicherweise Selbstbildnis um 1463 als Melancholiker und damit als intellektuell arbeitender Künstler

Niclas Gerhaert van Leyden, auch Nicolaus, Niclaes oder Niklas Gerhaert van oder von Leyden (* um 1430 in Leiden; † 28. Juni 1473 in Wiener Neustadt) war ein niederländischer Bildhauer und Architekt, der vor allem im südlichen Mitteleuropa gewirkt hat.

## Leben und Werk

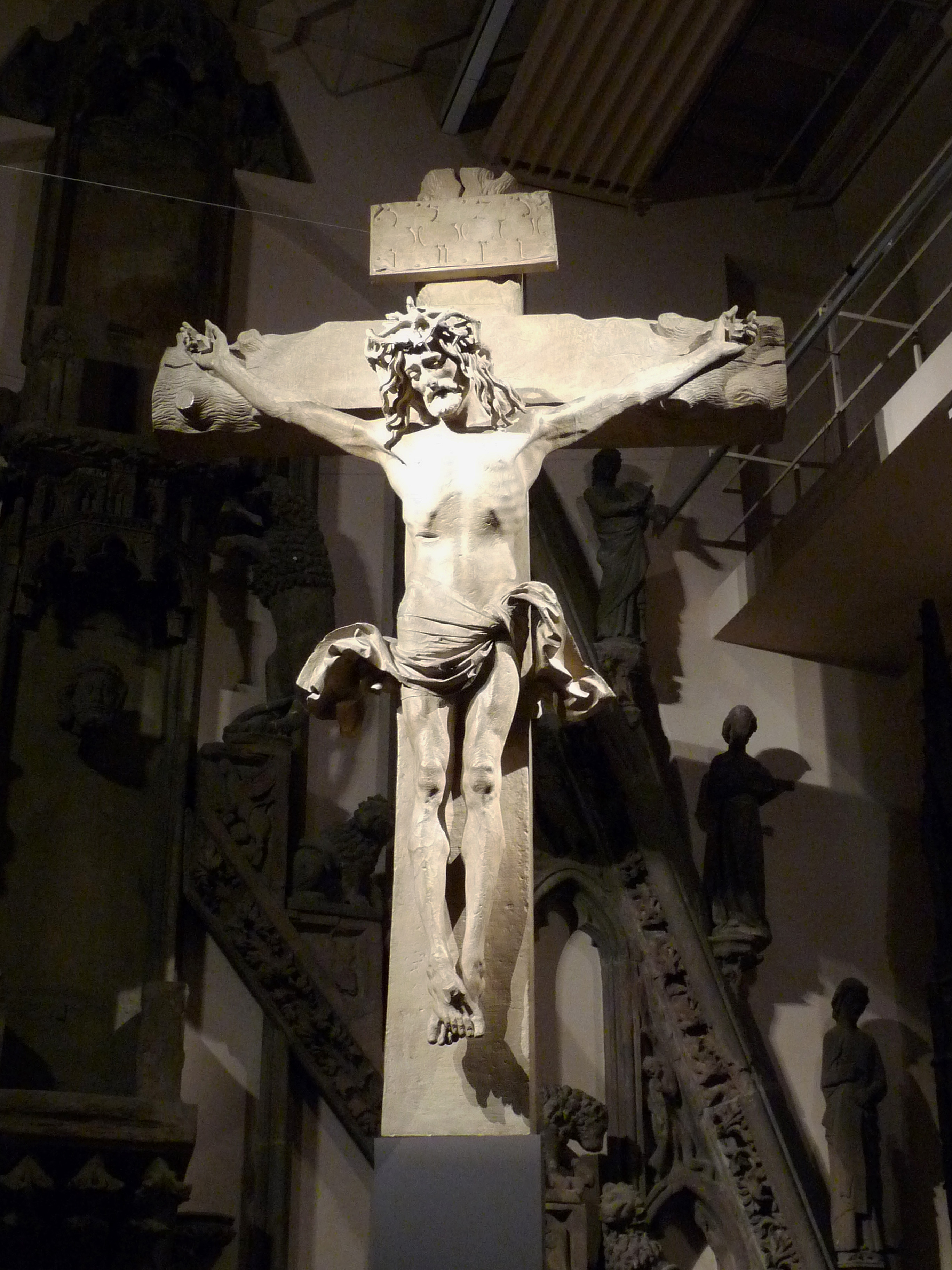
Kruzifix in der Stiftskirche von Baden-Baden, um 1467

Die Ausbildungsorte und die Stationen seiner frühen Tätigkeit sind nicht bekannt. Sein Werk zeigt deutliche Anklänge an die Kunst in Brüssel und den Niederlanden um 1450.
Sein frühestes erhaltenes Werk aus dem Jahr 1462 ist das Grabmal für den Trierer Erzbischof Jakob von Sierck, das aus der Trierer Liebfrauenkirche stammt und 1904 in das Museum am Dom Trier überführt wurde. Es handelte sich ursprünglich um die damals im heutigen deutschen Raum neuartige Form des „Doppeldecker-Grabes“ (Erwin Panofsky) mit einer Figur des Verstorbenen als Transi (Leichnam) in der unteren Ebene, von der hier nur noch die obere Platte mit der Figur des Erzbischofs in Amtstracht erhalten geblieben ist. Die erhaltene Grabplatte ist signiert und auf 1462 datiert, also sieben Jahre nach dem Tod des Erzbischofes. Es ist unklar, wann das Grabmal begonnen und wo es gefertigt wurde. Der Stein stammt aus der Nähe von Trier und so wird angenommen, dass Niclas Gerhaert hier ab der Mitte der 1450er Jahre gearbeitet hat.
Um 1460/62 eröffnete Gerhaert eine Werkstatt in Straßburg, von wo aus er den Westen und Süden des Alten Reiches belieferte, u. a. mit der von Kardinal Nikolaus von Kues gestifteten, auf 1462 datierten Steinkanzel für die Wendalinuskirche zu St. Wendel. Sein Ruhm war so groß, dass Kaiser Friedrich III. ihn mehrmals aufforderte, für ihn in Österreich zu arbeiten. Friedrich III. war seit 1440 römisch-deutscher König und wurde 1452 vom Papst zum Kaiser des Heiligen Römischen Reiches gekrönt. Schon  1440 begann er Wiener Neustadt zu seiner Residenz auszubauen und holte dafür Künstler wie Peter von Pusica, Jakob Kaschauer und schließlich  Gehaert. 1467 siedelte er vermutlich nach Wien oder Wiener Neustadt über, wo er 1473 verstarb.
Als besonderes Beispiel für sein künstlerisches Wirken gilt das signierte und 1467 datierte Sandstein-Kruzifix für den Friedhof der Stadt Baden-Baden. Die 2,20 Meter messende Christusfigur an einem über 5 Meter hohen Kreuz ist zudem mit einer Rechnung über den Transport von Straßburg nach Baden-Baden belegt. Seit 1967 befindet es sich in der dortigen Stiftskirche. Es steht exemplarisch für die neuen Stilformen, die Niclas Gerhaert van Leyden in die oberrheinische Bildhauerkunst einbrachte.
Ein früher Hauptauftrag in Straßburg war das 1463 fertiggestellte Portal der Alten Kanzlei, das im 18. Jahrhundert bis auf wenige Reste zerstört wurde. Aus diesem Zusammenhang sind die Halbfigur eines Mannes und zwei Büsten, eines Propheten und einer Sibylle, erhalten. Alle drei sind zeitgenössisch gekleidet und stützten ihren linken Arm auf eine Brüstung. Die beiden 1870 weiter beschädigten, nurmehr auf ihre Köpfe reduzierten Skulpturen,  wurden volkstümlich mit der skandalösen Liebschaft zwischen Jakob von Lichtenberg und seiner Mätresse Bärbel von Ottenheim verbunden, da sie ursprünglich wahrscheinlich in einem so interpretierbaren Bezug zueinander am Portal angebracht waren. Die in ihrer Anlage ähnliche, aber mehr in sich verdrehte Halbfigur eines Mannes, mit in die rechte Hand gestütztem Kopf, wird als Selbstporträt des Künstlers im Gestus eines Melancholikers gedeutet. Sie wiese damit auf das neue Selbstbewusstsein des Künstlers und auf die intellektuelle Grundlage der Kunst an der Schwelle zur Renaissance hin. Was die Figur in ihrer linken Hand hielt, wäre für ihre Interpretation hilfreich, ist jedoch unbekannt und nicht rekonstruierbar.
Als einziges im ursprünglichen Zusammenhang erhaltenes Werk in Straßburg ist das Epitaph des Prälaten Bussnang im Straßburger Münster zu nennen. Alle bisher genannten Werke sind Steinfiguren, Gerhaert arbeitete aber zugleich in Holz. Neben anderen Arbeiten wurde auch das Hauptwerk Gerhaerts als Bildschnitzer, der 1467 fertiggestellte Hochaltar des Konstanzer Münsters, im protestantischen Bildersturm des 16. Jahrhunderts zerstört.
Erhalten sind aber die Figuren des Hochaltars in der St. Georgskirche in Nördlingen. Die fünf, aus Nussbaumholz geschnitzten Figuren einer Kreuzigungsgruppe, namentlich St. Georg, Maria, Christus, Johannes d. T. und Maria Magdalena, stammen aus dem Jahr 1462. Bei einer Restaurierung um 1970 wurde am originalen Schreingehäuse, das von einem Barockaltar umbaut war, zweifach eine Datierung und Signatur Friedrich Herlins gefunden. Als „Malerunternehmer“ besorgte Herlin ganze Altaraufträge und beauftragte sog. Kistler für das Altargehäuse und Bildschnitzer für das Figurenprogramm. Die Christusfigur ist dem Baden-Badener Kruzifix stilistisch so ähnlich, dass eine Zuschreibung an Gerhaert naheliegt, auch wenn es keine Belege gibt. „Der komplexe, doppelspiralige tiefe Aushöhlungen zeigende Figurenaufbau bei Maria und Johannes verkörpert eine Grundkomponente des Gerhaert-Stils.“ Dieses Modell machte im süddeutschen Raum Schule, so auch etwa beim Krakauer Hochaltar des Nürnbergers Veit Stoß. Allerdings würde biografisch das Trierer Epitaph für Jakob von Sierck nicht, wie zuvor gedacht, während Gerhaerts Wanderjahren entstanden sein, sondern schon von Straßburg aus.
Eine schöne, noch teilweise original gefasste üppige Madonnenfigur mit einem vitalen Christuskind, die sog. Dangolsheimer Muttergottes im Berliner Bode-Museum, wird ihm inzwischen auch allgemein zugesprochen. Nicht das Kind allein, auch die Blicke beider Figuren und die kontraststark ausladende Gewandfaltung, vor allem aber Maria selbst wirkt überaus lebendig durch den spannungsreichen Schritt, den sie auf den Betrachter hin zu machen scheint. Nach Dangolsheim bei Straßburg kam die Statue vermutlich aus der nahe gelegenen Kartause in Molsheim. Zahlreiche spätere Marienfiguren folgten diesem Beispiel.

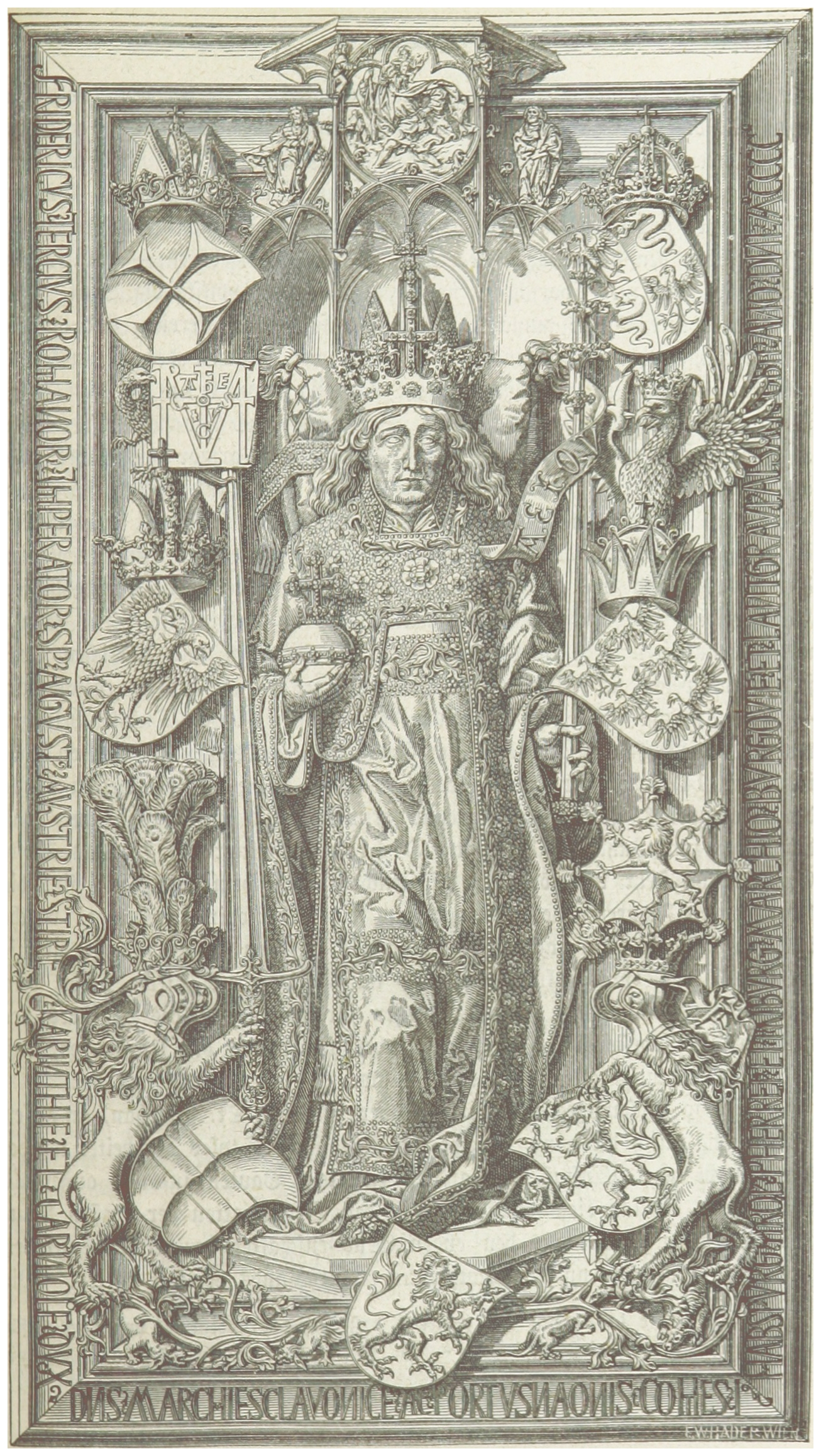
Zeichnung des Grabdeckels der Tumba Kaiser Friedrichs III. (aus dem Kronprinzenwerk 1886)

### Kaisergrabmal
Am kaiserlichen Hof schuf Gerhaert zunächst die Grabplatte für die 1467 verstorbene Kaiserin Eleonore Helena von Portugal für das Stift Neukloster, das als kaiserliche Grablege konzipiert wurde. Auch das Hochgrab Kaiser Friedrichs, war für das Stift geplant, befindet sich heute jedoch im Stephansdom. Von 1467 an bis zu seinem Tod vollendete Gerhaert allein die Grabplatte. Die monumentale Grablege wurde jedoch nach seinen Plänen ausgeführt, die letzten Detailarbeiten an den Figuren bis 1513 vollendet, 40 Jahre nach Gerhaerts Tod. Als besondere Meisterleistung gilt der souveräne Umgang mit dem besonders schwierig zu handhabenden weiß gefleckten roten Adneter Marmor. Es gilt als eines der wichtigsten plastischen Kunstwerke des späten Mittelalters und als bedeutendstes gotisches Kaisergrabmal nördlich der Alpen.

## Wirkung
Mit seiner außerordentlich verräumlichenden und realistischen Skulpturauffassung wurde Niklas Gerhaert seit etwa 1470 im süddeutsch-österreichischen Raum über mehrere Generationen stilprägend. Berühmte Meister wie Michel Erhart und Veit Stoß führten seinen Stil weiter, und auch die Kunst Tilman Riemenschneiders ist ohne seine Neuerungen nicht denkbar.

## Werke

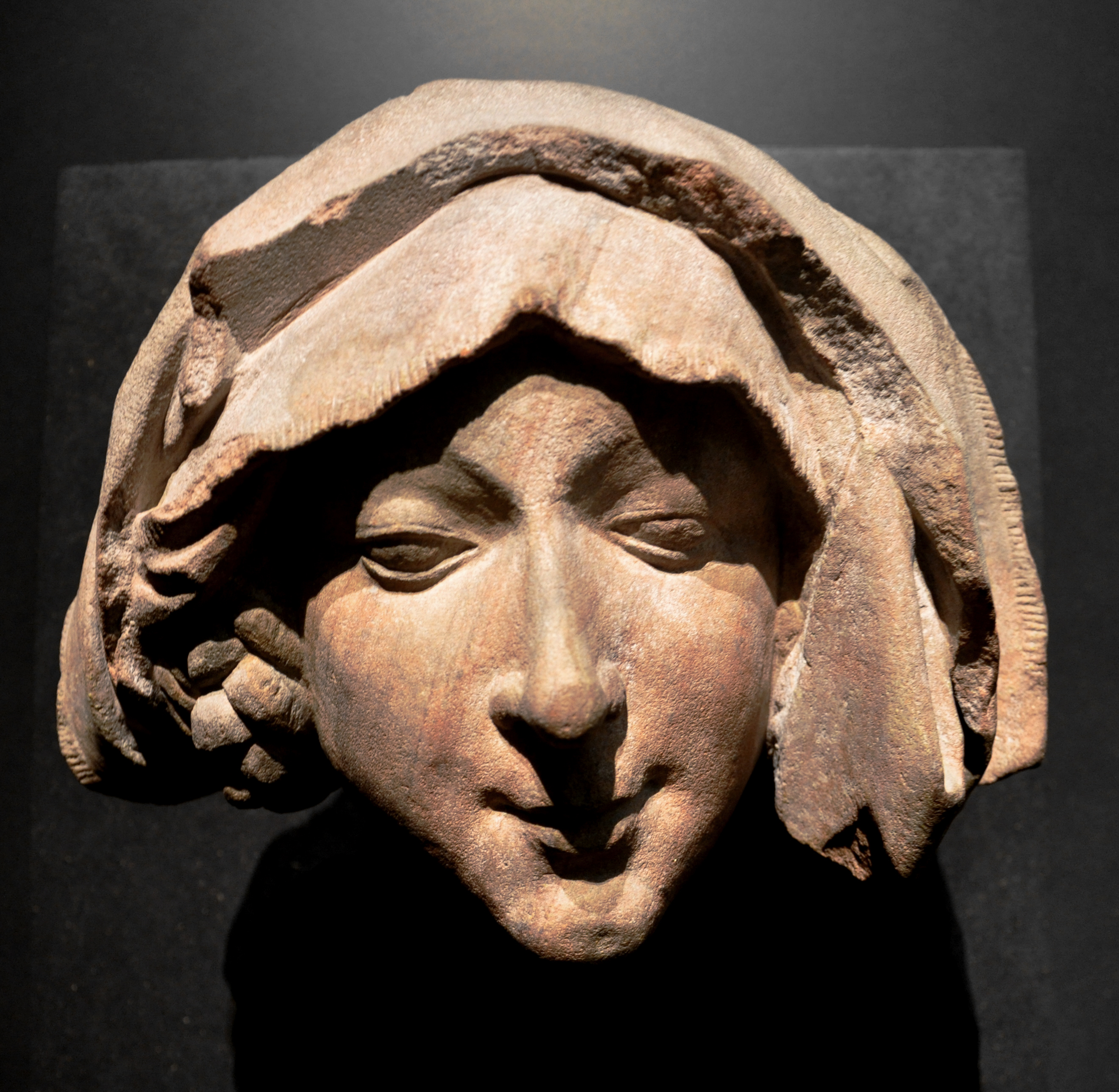
Sibylle (sog. Bärbel von Ottenheim) um 1460/63, ehem. Portal der Alten Kanzlei, Straßburg, Liebieghaus, Frankfurt
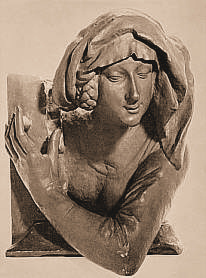
Sibylle (sog. Bärbel von Ottenheim), Gipsabguss der 1870 teilzerstörten Figur
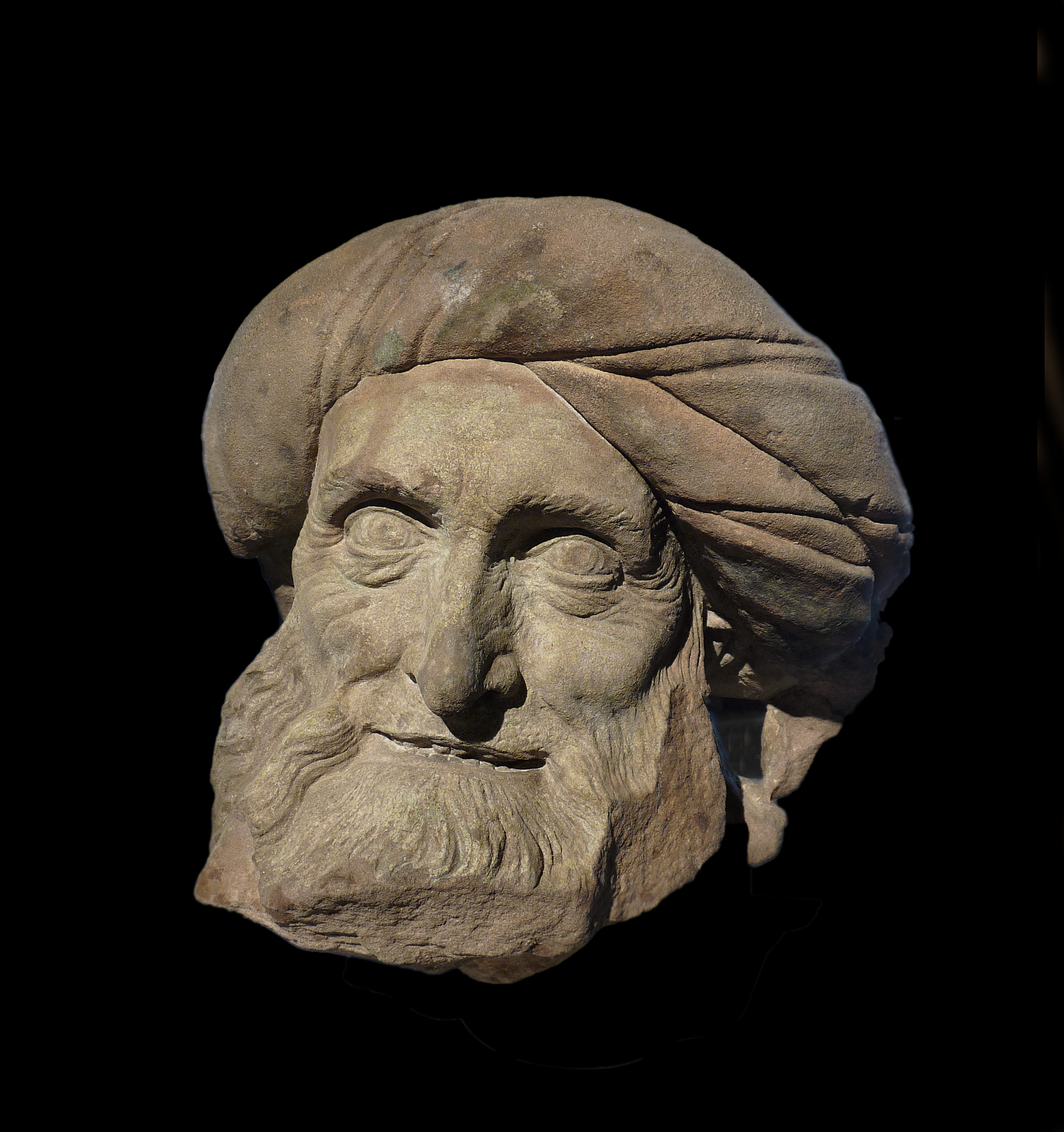
Sog. Prophet mit Turban (angeblich Jakob von Lichtenberg), ehem. Portal der Alten Kanzlei, Musée de l’Œuvre Notre-Dame, Straßburg
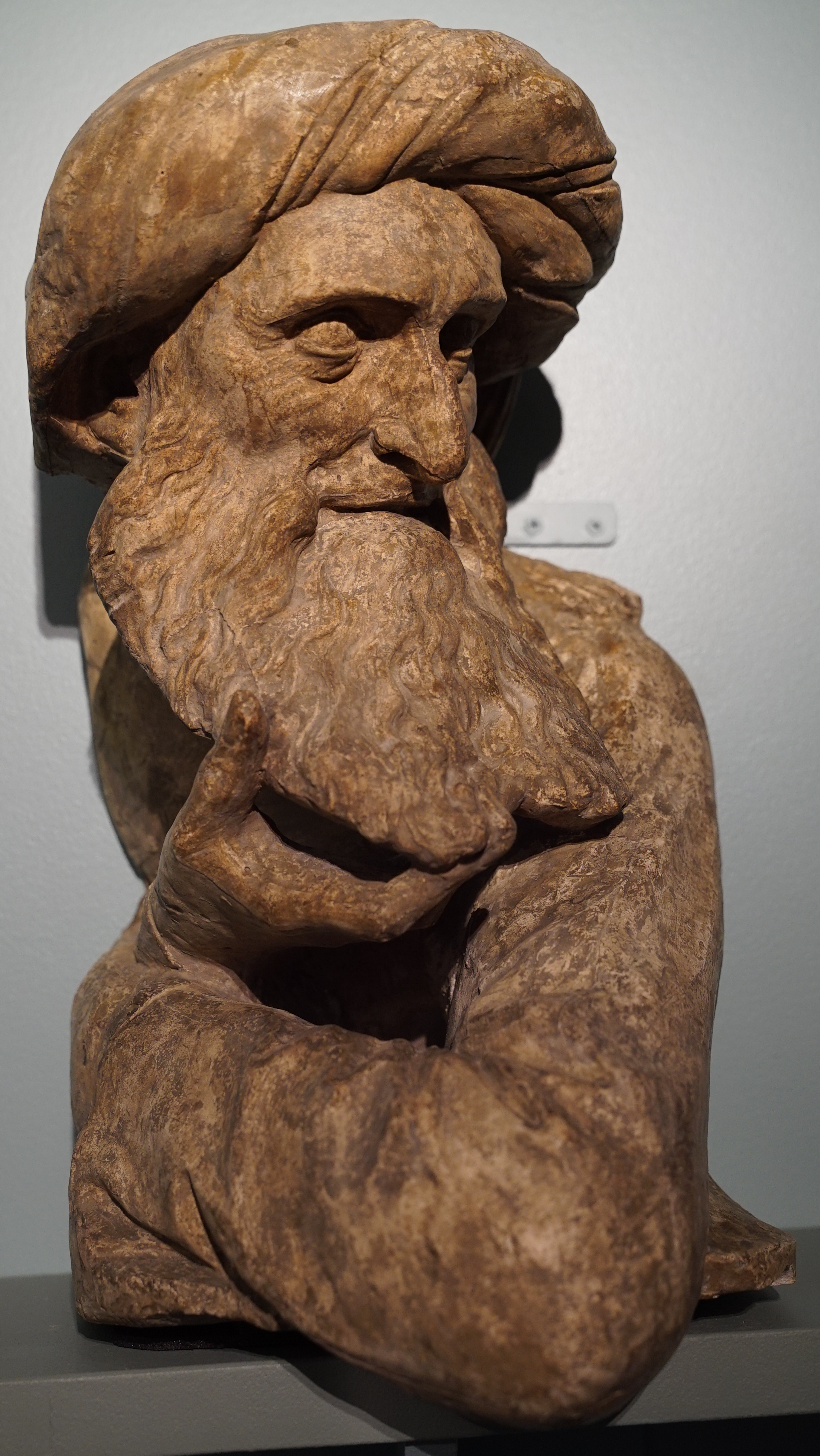
Sog. Prophet mit Turban, Gipsabguss der 1870 teilzerstörten Figur, Liebieghaus
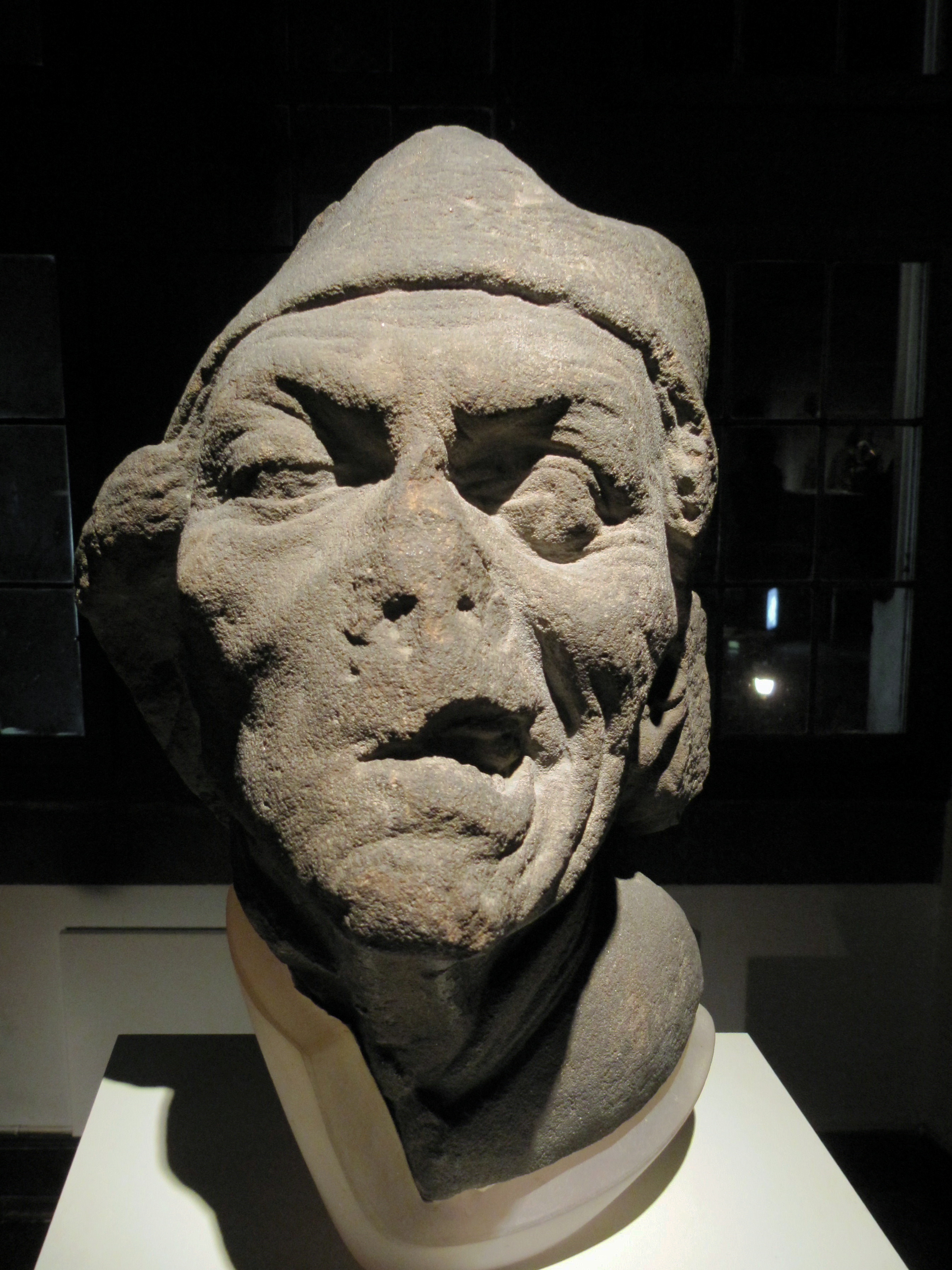
Werkstatt, Büste eines gesichtsgelähmten Mannes, um 1470, Musée de l’Œuvre Notre-Dame, Strasbourg
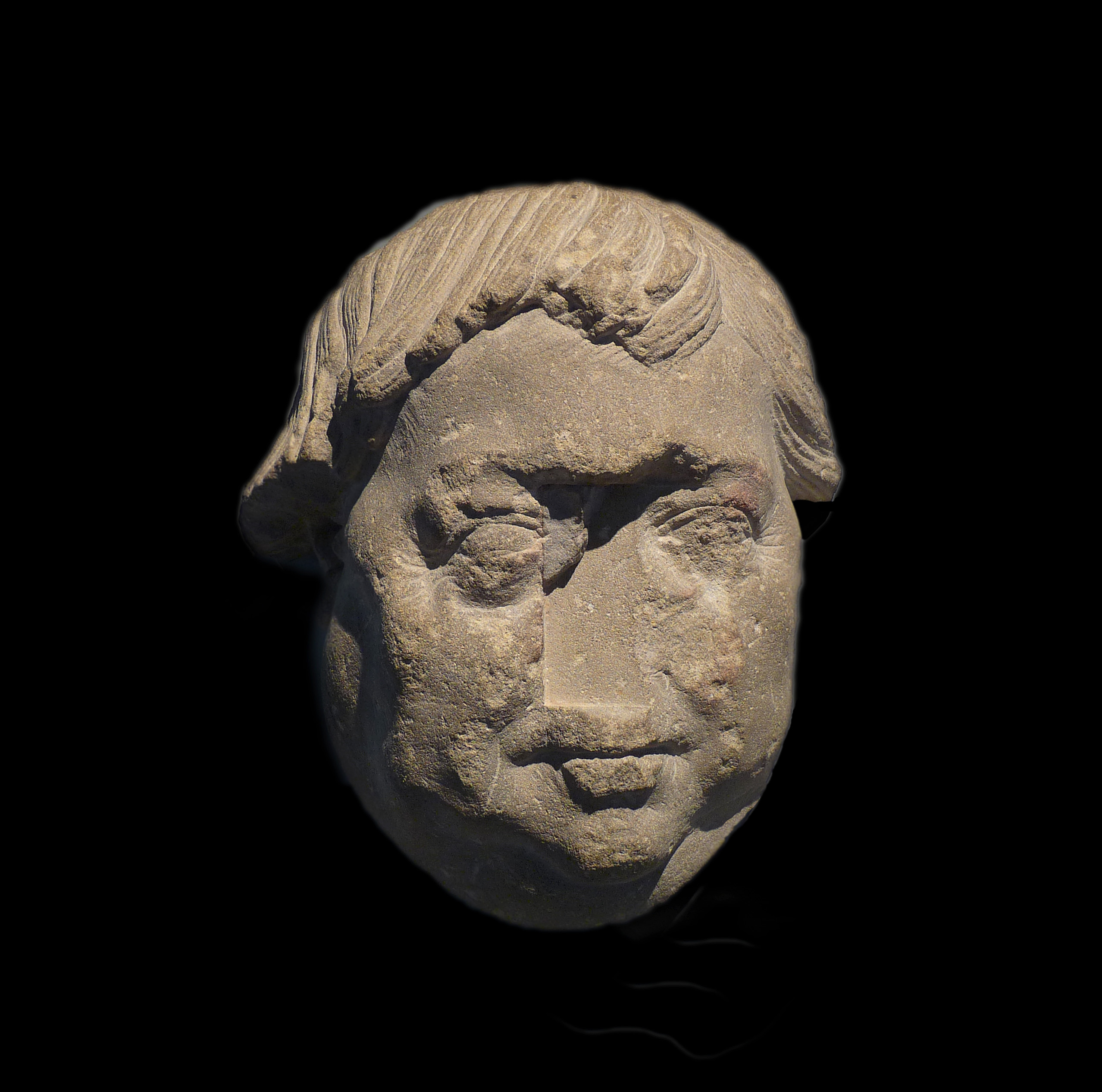
Männerkopf (zugeschrieben), Musée de l’Œuvre Notre-Dame, Strasbourg
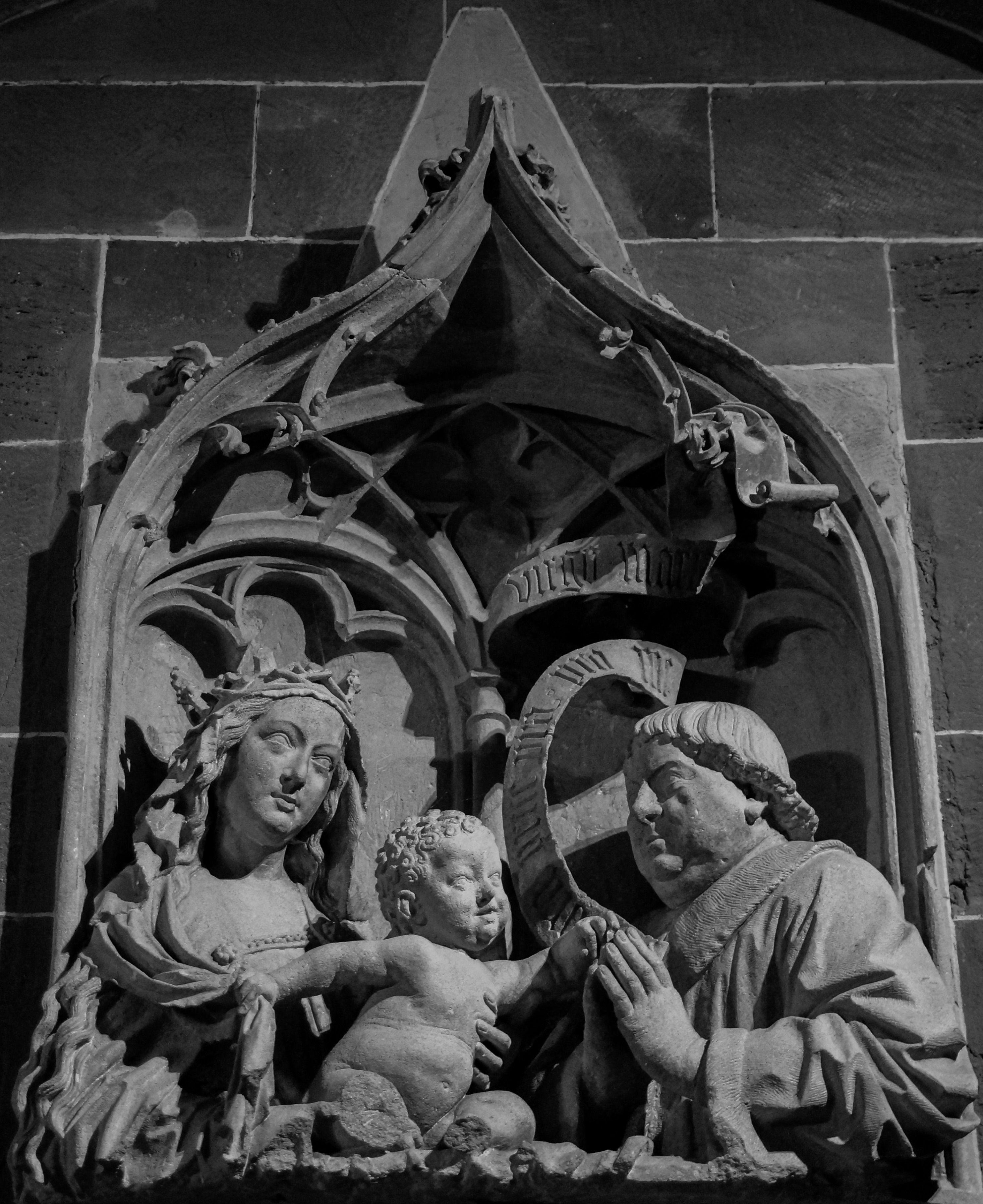
Grabmal des Konrad von Bussnang, Straßburger Münster
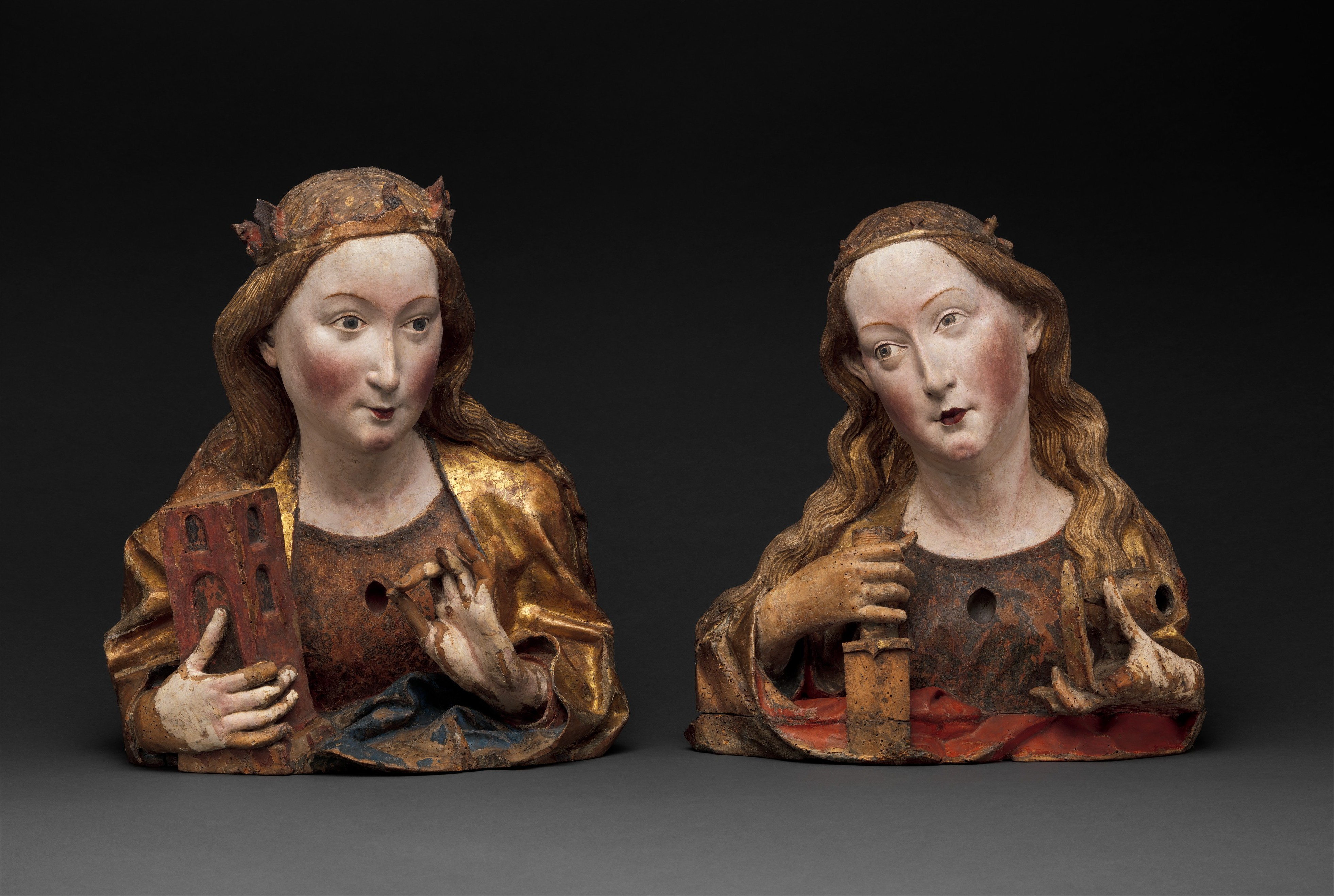
Reliquienbüsten der heiligen Barbara und Katharina von Alexandrien, Walnuss, um 1465, MET, New York
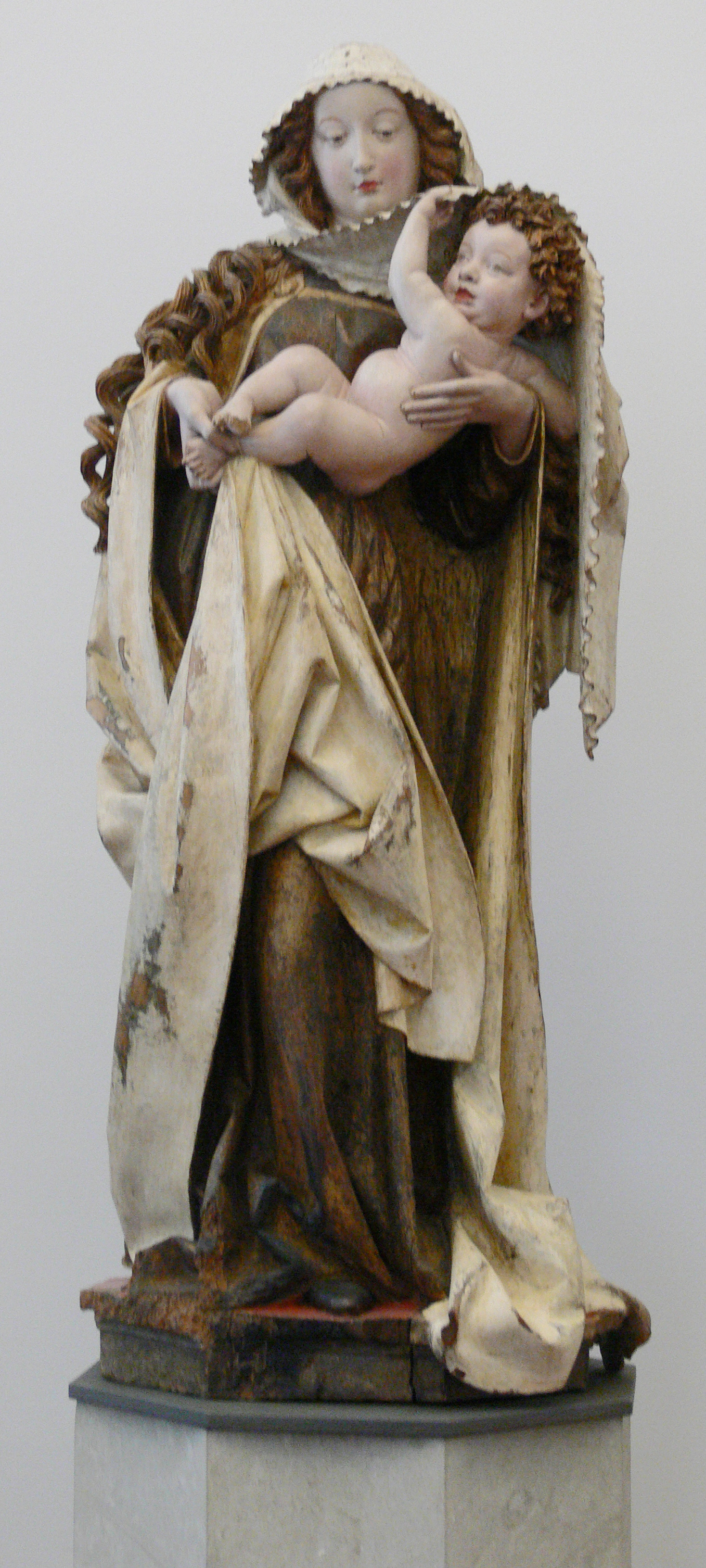
Dangolsheimer Muttergottes (zugeschrieben), Straßburg um 1460/63 Skulpturensammlung, Berlin
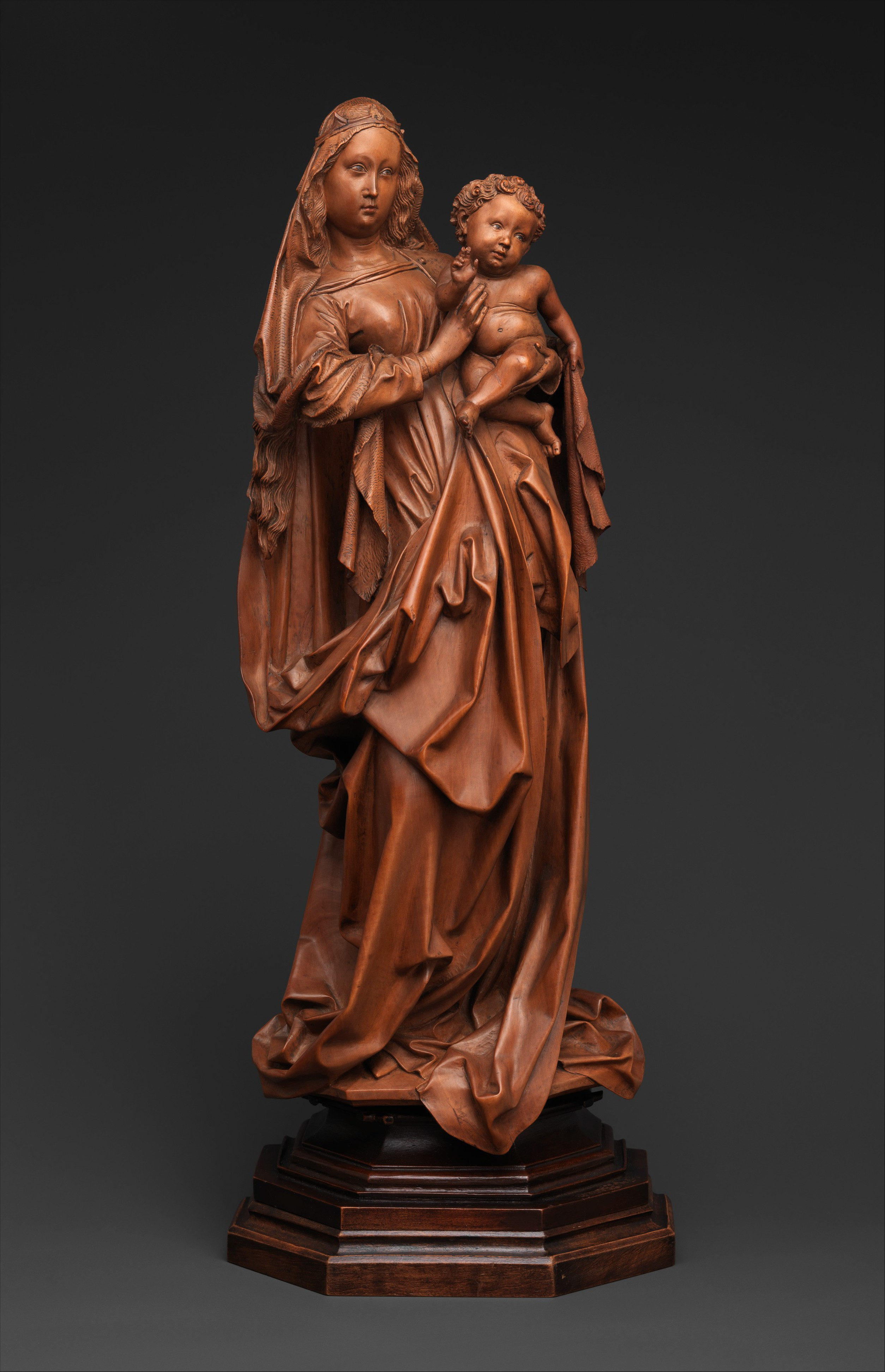
Stehende Jungfrau mit Kind, um 1470, Buchsbaum mit gefärbten Augen und Lippen, MET, New York (1996.14)
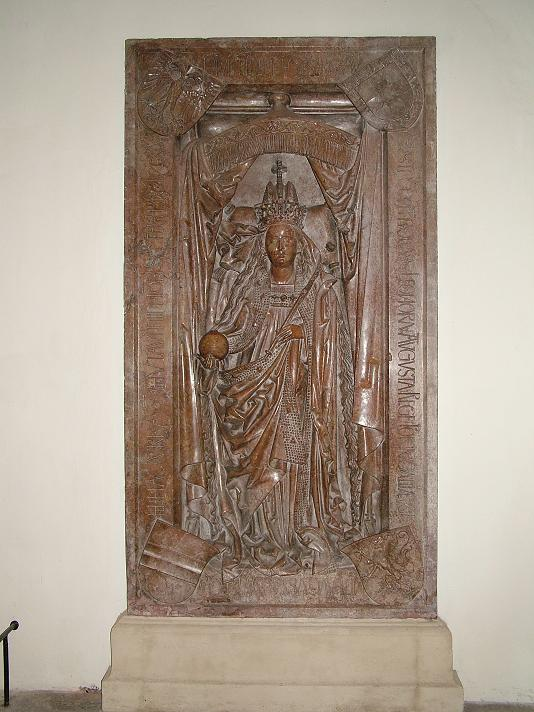
Grab der Eleonore von Portugal, Münster der Wiener Neustadt
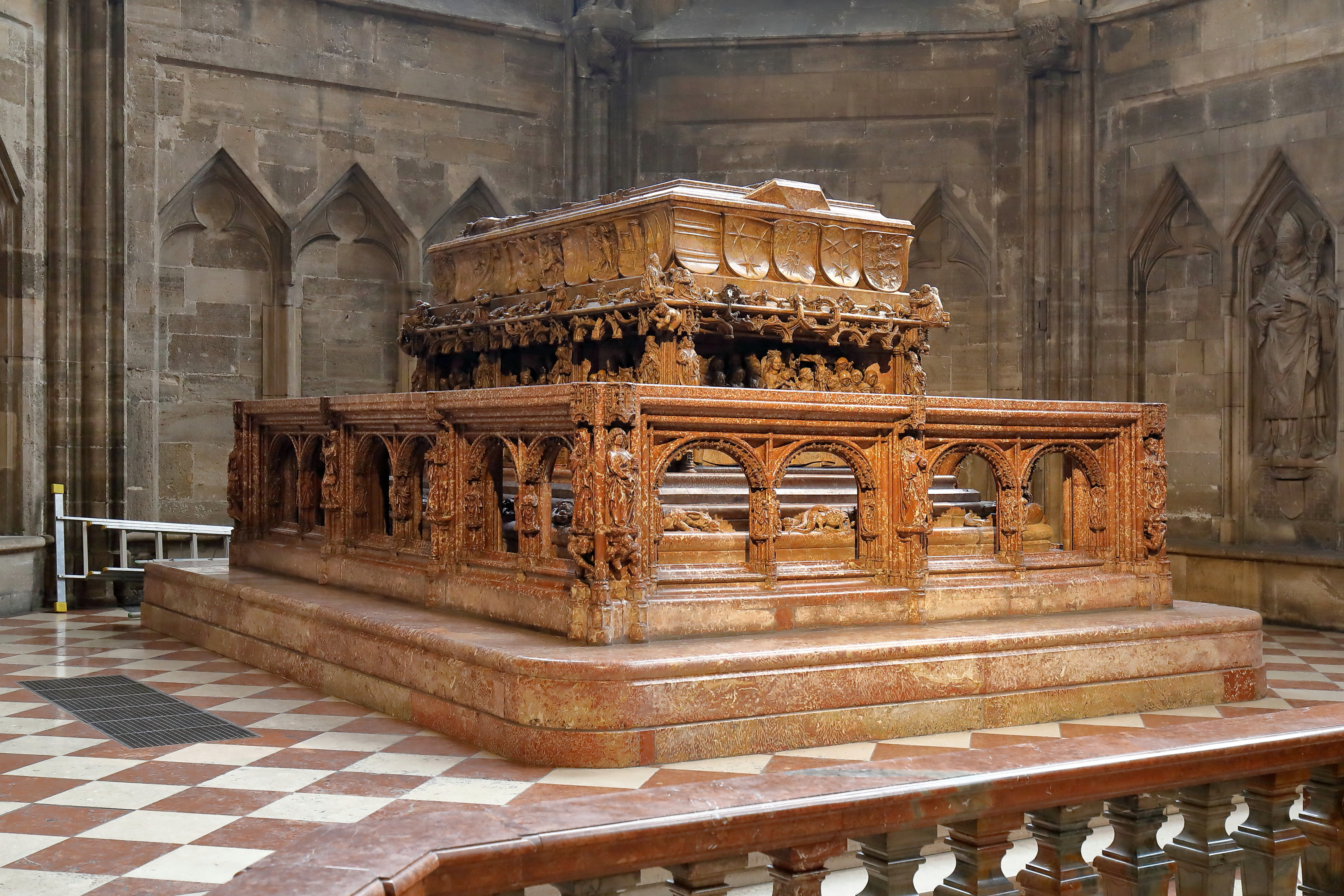
Grabmal Kaiser Friedrichs III., 1467–1513, Stephansdom, Wien